# 議員配合款
議員配合款是台湾地方縣市政府編列預算的一種項目，提供經費供議員任意決定如何使用。縣市政府編列議員配合款有助於議會通過預算，但提供經費供議員任意運用。

## 起源
「議員配合款」可追溯至台灣省政府時期為因應各地方緊急需要而設的「小型工程建設經費預算」。省議員視各選區之需要，可直接向省府各廳處申請動支。此可縮短行政作業流程，加速撥款。
後來，各地方縣市政府陸續比照辦理，在年度預算內編列部分經費供縣市議員運用。名稱也有所謂「基層建設配合款」、「議員小型工程建議款」、「地方小型工程配合款」等。現今議員配合款一年少則數百萬，多則上千萬元，全台灣各縣市的「議員配合款」每年總額近40億。

## 現況
因議員配合款，縣市議員等於除了薪水之外，還有一年幾百萬到上千萬的經費可供自由使用。1995年臺北縣每名議員皆可分得1000萬元配合款；台中市2020年的議員配合款高達6億3,000萬元，最高為國民黨籍副議長顏莉敏，用了7,659萬元公帑。
全國各縣市的議員配合款，1年有5億3,901萬花在全台各地方「社區發展協會」（也有在選舉動員常被運用），另外有3億多給了「農會」，還有「體育協會」和「宗親會」、「功德會」、「健身會」、「早起會」。
因議員配合款像是政府編預算收買議員支持預算審議一樣，有的縣市「宣稱」取消議員固定額度，如台北、台南、高雄市議員聲稱只有「建議權」，有些縣市保留不成文額度，雖改稱「建議款」或「議員所提地方建設建議事項」，但內涵不變。

## 評價
「議員配合款」可讓議員用於偏遠地區所需的零星建設，如改善排水溝、道路整平等小型工程。配合款有助於縮短行政流程，「例如地方人民想蓋座橋，去跟里長反應，里長跟里幹事說，然後再去跟公所報，公文呈上去不知道要多久。但之所以找議員比較快，就是只要靠一個會勘，把各個單位的人都找來，案子馬上就直接擺到縣市長桌上了！」。
另一方面，議員配合款讓議員可以自己動用公款，引發議員跟受利益者之「利益輸送」質疑，也容易產生回扣等弊案，被批評為利益分贓。監察院2011年有調查報告指出：縣市議員、鄉鎮市民代表既是「地方民代配合款」之預算審議者，也形同是「地方民代配合款」之預算執行者，有違「行為人不得兼為裁判人」的法理，不符分權制衡機制。配合款制度是地方派系壟斷、分配資源的重要工具，審計部、行政院主計處多年來數次發函地方政府，要求不可編列定額配合款，並應定期公布「議員建議事項」。